# 李东冶

李东冶（1917年8月1日—2013年1月5日），原名令狐俊文，山西平陆人，曾任冶金工业部部长、党组书记、中国共产党第十二届中央委员、中共中央顾问委员会委员。

## 生平
1934年，毕业于山西省平陆县简易师范学校；毕业后在平陆县上院村小学任教两年。1936年12月参加山西牺牲救国同盟会任区组织干事。
抗日战争爆发后，1937年任山西省平陆县解沙涧村小学教员并参加中华民族解放先锋队任区分队组织委员、平陆县4区民政助理。1938年赴延安，在陕北公学学习。1938年10月入党。1939年随抗大分校挺进敌后，任华北联合大学社会部3队副队长、参谋、军事部秘书、校部直属队指导员、警卫连指导员。1942年，分配到“敌后的敌后”的冀东抗日根据地，任冀东公安局公安干部训练班主任，冀东公安局主任科员，冀热辽区党委十七地委社会部副部长兼专区公安科副科长。
第二次国共内战期间，1945年任辽西地委社会部部长兼辽西专区公安局局长、锦州市公安局局长，热辽地委副书记兼热辽军分区副政委，朝阳卫戍区司令员兼政委。1948年，调任冀察热辽军区政治部保卫部长；1949年，改任辽西省委社会部长兼省公安厅长。
中华人民共和国成立后，任热河省委社会部部长兼省公安厅厅长、省委常委兼统战部长、秘书长。1952年任中共中央书记处第一办公室研究员、工业组组长。1955年至1956年，任热河省委代书记。1956年至1959年，任中央书记处工业组组长、中央办公厅秘书，兼任中南海党总支部书记。1959年下放地方，任中共辽宁省委工业领导小组办公室主任。1960年，改中共辽宁省委书记处书记。1961年8月下放任大连钢厂副厂长。1966年11月受冲击、关押。1973年，任大连化工厂革命委员会副主任、党委副书记，革委会主任兼党委书记。旅大市化工局党委常委、革委会副主任。1977年，任鞍山市委书记、市革委会副主任，鞍山钢铁公司党委书记、革委会副主任。1978年3月升任中华人民共和国冶金工业部副部长、党组副书记兼鞍山市委第一书记、鞍山钢铁公司党委书记、鞍山警备区第一政委。1979年10月，经中央办公厅党委复查，对李东冶同志给予彻底平反。1981年7月至1982年3月，任冶金工业部第一副部长、党组第一副书记。1982年3月，任中华人民共和国冶金工业部部长、党组书记。1985年6月任中央财经领导小组顾问（至1990年12月）。1986年10月任上海宝钢二期、三期工程建设国务院代表、宝钢建设领导小组组长（至1999年5月）。2001年7月离休。
李东冶是中共第十二届中央委员，1987年党的十三大上当选中共中央顾问委员会委员。
2013年1月5日凌晨2时在北京逝世，享年96岁。

## 家庭
至少育有一子，名令狐安。现任中国延安精神研究会常务副会长。